# Dom przy Starym Rynku 26 w Kole
Dom przy Starym Rynku 26 w Kole – zabytkowy, tynkowany budynek w Kole. Położony na Starym Rynku, na terenie osiedla Stare Miasto.
17 lutego 1992 roku został wpisany do rejestru zabytków.

## Informacje ogólne
Trzykondygnacyjny, narożnikowy budynek wybudowany został w 1887 roku. Był własnością Marii Jaźwińskiej, znajdowała się w nim restauracja oraz hotel. 
W czasie okupacji niemieckiej mieścił się w nim hotel „Deutsches Haus”. W okresie PRLu działał tam także hotel Wojewódzkiego Przedsiębiorstwa Gospodarki Turystycznej „Kontur” oraz hotel „Warta” restauracja „Ratuszowa”. Przez pewien czas część pomieszczeń wykorzystywało także Państwowe Liceum Sztuk Plastycznych. W latach 70. XX wieku dokonano remontu elewacji oraz konstrukcji dachowej. 
Do 2011 roku pełnił funkcję budynku mieszkalnego, w tymże roku lokatorzy zostali przeniesieni do innych budynków. Po wyprowadzeniu lokatorów budynek pełnił funkcję miejsca libacji alkoholowych. W 2012 roku w budynku wybuchł pożar, w wyniku którego budynek został poważnie uszkodzony. W 2017 roku rozpoczął się proces przygotowywania budynku do ponownego użycia, a w 2018 roku rozpoczął się jego remont.
W latach 40. XX wieku obiekt ukazano na pocztówkach.